# リバースムーン
『リバースムーン』 (Rebirth Moon) は2005年11月24日にアイディアファクトリーから発売されたシミュレーションRPG。オープニングテーマはハレンチ☆パンチの「メガホン」。同年に『リバースムーン ディバージェンス』のタイトルでOVAも発売されている。
2007年2月8日には、リメイク作であるXbox 360用ゲーム『ディアーリオ リバース ムーン レジェンド』も発売された。

## あらすじ
ある町の古代遺跡で"キューブ"と呼ばれるものが発見されて以来、人々はそれをもとに"想具"という道具を作り出してきた。
ある日行商人であるイレスとその父レグライトは瀕死の男から黒いキューブを渡された。
レグライトはイレスにそれを託すといずこへと去り、イレスは父を探すべく、黒いキューブの謎に迫るのであった。

## システム
このゲームは、まずアジトで戦闘の準備を行ってから、ノイズネットでクエストの選択をし、戦闘を経てクエストをクリアするという流れになっているが、途中でイベントが入ることもある。
戦闘時に多く攻撃したりダメージを多く受けることで攻撃力などが変化するキャラクターもいる。
『ディアーリオ』はXbox Liveのスコアランキングに対応している。

## キャラクター
イレス・レファード声：皆川純子
主人公。ぶっきらぼうだが、根は優しい。他人への依存心が少なく、自分の問題は自分で片付ける。
小さいころ、道端に倒れていたところにレグライトに拾われたが、それ以前の記憶はない。
今は父が消える寸前に渡した、黒いキューブについて追っている。
ライカ・ユズルギ
声：田中理恵
傭兵団を率いる、強気な性格の少女。
リィル・バルダー
声：川上とも子
バルダー商会の代表の娘。
ルビィ・マーシュ
声：磯村知美
傭兵の女性。ぼんやりとした性格だが、戦闘となると人が変わる。
ダヒラ・ハイライ
声：櫻井泰平
軽い性格をした傭兵の男性。
ジュジュ
声：磯村知美
傭兵団スレイプニルのアジトのノイズネット端末に居座る年齢不詳の少女。うわさ好きな上他人をからかうような態度をとるが、時折大人びた言動をする。
オールドマン
声：西垣俊作
傭兵団スレイプニルのアジトの主で、目もとを仮面で隠している。
ジャルド・バルダー
声：西垣俊作
リィルの父で、バルダー商会代表。巨体とパワーが自慢だが、娘を過保護なまでに溺愛している。

### ギルドおよびテンペスト関係者
ガザ
声：杉田智和
テンペストの隊長を務める男性で、男らしさにこだわる。
ユアン・ミルワース
声：近藤隆
テンペストの副長を務める生真面目な正義漢。
ショーン
声：磯村知美
ガザの補佐にあたっているテンペスト隊員で、テンペストにいることを誇りに思っている。
アロディス・カグラ
声：森沢芙美
ギルドの幹部を務める女性。

## 用語
グラムノア
CUBE
ユグの樹
このゲームの世界に点在する、植物ではない物体。
ノイズネット
ギルドの管理下にあるユグの樹の特性を生かしたネットワークで、ギルドと敵対する組織の者でも使用が可能。
画像と文字による通信が主だが、一部のノイズ端末では音声を扱うことも可能。

### 組織
ギルド
CUBEの管理・研究を行う組織。
テンペスト
ギルド直属の想具使い達の集団。
バルダー商会
荒事専門の便利屋会社。ギルドと敵対しており、ユグ正教会との相性も悪い。
ユグ正教会
ユグの樹を神託を授けるものとして信仰する宗教団体。
傭兵団
ライカが団長を務める小規模な傭兵団で、テンペストをライバル視しているが、相手にされていない。